# Sylva Turbová
Sylva Turbová (30. září 1947 Opava – 29. července 2015 Praha) byla česká divadelní, televizní i filmová herečka.

## Život
Sylva Turbová byla dcerou slovenského operního pěvce Bela Turby (1914–1980) a české asistentky režie Marie Turbové (1920–1991). V letech 1967 až 1971 studovala herectví na Vysoké škole múzických umění v Bratislavě. Jejími spolužáky byli Andrej Hryc, Zuzana Kocúriková, Juraj Kukura, Vladimír Durdík, nebo Dušan Tarageľ. Po dokončení studia herectví odešla s několika spolužáky z ročníku do Košic, kde strávila necelou sezónu. V roce 1972 odešla do Prahy.
Třináct let byla vdaná za otce dětského herce Tomáše Holého. Vlastní děti neměla. Zemřela 29. července 2015 v Praze po dlouhodobých zdravotních problémech, média o jejím úmrtí informoval její dlouholetý životní partner. Byla pohřbena na Vinohradském hřbitově.

## Dílo
Už na střední škole debutovala ve filmu Zmluva s diablom. Hned poté následovaly další nabídky, například koprodukční film Muž, ktorý luže, Nahota, Naši pred bránami, Dosť dobrí chlapi, Požáry a spáleniště, Kosenie jastrabej lúky, Zastihla mě noc, nebo Fontána pre Zuzanu. Velké množství zajímavých hereckých příležitostí nabídla Sylvii Turbové hlavně televize. Za zmínku stojí divácky mimořádně populární série Nepokojná láska, nebo Straty a nálezy. V 70. a 80. letech se na televizní obrazovce objevovala pravidelně a poměrně často v různých televizních inscenacích, TV filmech, nebo seriálech. Pravidelně jezdila na natáčení do Bratislavy, kde dostávala mnohem více příležitostí, i když dlouhá léta bydlela v Praze.
V letech 1972 až 1998 byla členkou činohry Národního divadla v Praze. Její první role na jevišti přední české scény byla mladá epileptička Ruth ve hře Paula Zindela s názvem Vliv gama paprsků na měsíčky zahradní. Byla zde režiséry často obsazovaná do rolí osudem zkoušených žen, kde naplno uplatnila svůj dramatický talent. Výrazné byly její role v titulech Železný strop, Zkrocení zlé ženy, Dům pro nejmladšího syna, Vojna a mír, Měšťáci, Ohlédni se ve hněvu, Letní hosté, Rukojmí, Nebezpečné vztahy,nebo Katynka z Heilbronnu. Za skvělé výkony na jevišti sklidila několik významných ocenění. Poslední role, kterou tady nastudovala, byla Cihlářka v klasice s názvem Rok na vsi.
Po odchodu z Národního divadla se intenzivně věnovala zejména práci v dabingu, jejím hlasem mluvily například americké herečky Faye Dunaway, Blythe Danner, nebo Dianne Wiest. V letech 1999–2002 hostovala v pražském Divadle Gong, kde v režii polského režiséra Józefa Czerneckého nazkoušela tři divadelní hry – Bílá labuť, Rybář a jeho žena a Chytrá horákyně. Těmito tituly svou divadelní kariéru ukončila.
V devadesátých letech se objevovala na televizní obrazovce pouze příležitostně, například jako paní Staněková ve dvou dílech slovenského seriálu Štúrovci (1992) v režii Petera Mikulíka, o Vánocích roku 1993 se objevila v pohádce režiséra Jozefa Holeca s názvem Chudobných rodičov syn, kde hrála zakletou královnu, pak ještě na podzim roku 1994 v minisérii režiséra Juraje Bindzára s názvem Duo Zemganno, kde hrála věčně opilou americkou mecenášku, madam Thompsonovou.
Na jaře v roce 2001 vytvořila hlavní roli upjaté a tak trochu snobské matky v komorně laděném rodinném dramatu s názvem Pod hladinou v produkci Slovenské televize v režii slovenského režiséra Pavola Korece. Za svůj herecký výkon v tomto filmu byla v roce 2002 nominovaná na Slovenskou filmovou cenu Igric. O rok později se ještě objevila ve vedlejší roli ve filmu Svědek po boku Jaromíra Hanzlíka, z cyklu České televize s názvem "Oběti", který se úspěšně vysílal téměř deset let a režíroval ho Petr Slavík. Pak ještě dostala několik nabídek k filmování, které odmítla a tímto se její filmografie navždy uzavřela.

### Televize (výběr z filmografie)
- Prípad jasnovidca Hanussena (ČST Bratislava, režie: Andrej Lettrich
- Portrét (ČST Bratislava, 1971, režie: Vladimír Kavčiak)
- Žiarlivé ženy (ČST Bratislava, 1971, režie: Oto Katuša)
- Prelietavka (ČST Košice 1972, režie: Jozef Pálka)
- Letím do Bouřky (ČST Praha, 1973, réžie: Eva Sadková)
- Polizba (ČST Bratislava, 1973, režie: Peter Opálený)
- Miesto v dome (ČST Bratislava, 1973, režie: Ján Lacko)
- Prípad Gabriela (ČST Bratislava, 1973, režie: Ľudovít Filan)
- Eugen Oněgin (ČST Praha, 1974, režie: Milan Macků)
- Straty a nálezy (ČST Bratislava, 1974, režie: )
- Tribun lidu (ČST Praha, 1975, režie: Vladimír Kavčiak)
- Nepokojná láska (ČST Košice, 1975+77, režie: )
- Bratránek z Batávie (ČST Praha, 1976, režie: Norbert Snítil)
- Ester (ČST Bratislava, 1976, režie: Milan Semík)
- Sanatórium Arktur (ČST Bratislava, 1976, režie: Juraj Svoboda)
- Mladomanželia hľadajú byt (ČST Bratislava, 1976, režie: Juraj Svoboda)
- Portrét hrdinu (ČST Bratislava, 1977, režie: Ľuba Vančíková)
- Iní, ako ty a ja (ČST Bratislava, 1977, režie: Jozef Pálka)
- Škola klebiet (ČST Bratislava, 1977, režie: Ľuba Vančíková)
- Kam s ním? (ČST Praha, 1977, režie: Jaroslav Hužera)
- Duša spoločnosti (ČST Bratislava, 1978, režie: Jozef Pálka)
- Satanov chrám (ČST Bratislava, 1979, režie: Ľubomír Fifík)
- Kraj sveta Istanbul (ČST Bratislava, 1979, režie: Jozef Pálka)
- Jennie Gerhardtová (ČST Bratislava, 1979, režie: Franek Chmiel)
- Podobizeň prvej lásky (ČST Bratislava, 1980, režie: Jozef Pálka)
- Vojak a bratove slzy (ČST Bratislava, 1980, režie: Jozef Pálka)
- Stratili sme slnko (ČST Bratislava, 1981, režie: Ľuba Vančíková)
- Ruleta (ČST Bratislava, 1981, režie: Jozef Pálka)
- Oddychový čas pre sudcu (ČST Bratislava, 1982, režie: Ľuba Velecká)
- Ples v opeře (ČST Praha, 1983, režie: Milan Macků)
- V službách zákona (ČST Bratislava, 1983 - 1989, režie: Karol Spišák)
- Reťazenie (ČST Bratislava, 1984, režie: Martin Ťapák)
- Povstalecká história (ČST Bratislava, 1984, režie: Martin Ťapák)
- Angolský deník lékařky (ČST Praha, 1984, režie: Vladimír Kavčiak)
- Stopy zločinu: Rezident s flétnou (ČST Brno, 1985, režie: Stanislav Strnad)
- Vivat Academia (ČST Košice, 1985, režie: Peter Opálený)
- Hĺbkový rekord (ČST Bratislava, 1985, režie: Stano Párnický)
- Svetlá nad prístavom (ČST Košice, 1986, režie: Marcel Děkanovský)
- Adieu, mládí (ČST Praha, 1986, režie: Antonín Kachlík)
- Nástupca (ČST Bratislava / ZSSR, 1987, režie: Konstantin Chuďakov)
- Rukojmí (ČST Praha, 1987, režie: Eva Sadková)
- To nám byl čert dlužen (ČST Praha, 1988, režie: Petr Obdržálek)
- Vaša vec, pán komisár (ČST Bratislava, 1988, režie: Ľubo Kocka)
- Tombola (ČST Praha, 1989, režie: Václav Hudeček)
- Nebezpečné vztahy (ČT, 1991, režie: Ladislav Smoček)
- Štúrovci (STV, 1992, režie: Peter Mikulík)
- Peklo (ČT, 1992, režie: Alois Ditrich)
- Chudobných rodičov syn (STV, 1993, režie: Jozef Holec)
- Duo Zemganno (STV, 1994, režie: Juraj Bindzár)
- Falkenštejn (ČT, 1995, režie: Ivan Rajmont)
- Pod hladinou (STV, 2001, režie: Pavol Korec)
- Oběti: Svědek (ČT, 2002, režie: Petr Slavík)

### Rozhlas
- 1994 Milan Navrátil na motivy arabské pohádky: O rybáři a člověku z moře, účinkovali: Blanka Bohdanová (vypravěčka), Jan Vlasák, Petr Štěpánek, Jaroslav Satoranský, Stanislav Fišer, Vladimír Brabec, Sylva Turbová, Miroslava Pleštilová, Jiří Holý a Jiří Šrámek. Režie: Maria Křepelková[4]